# Ernesto Meliante
Ernesto Meliante (31 maggio 1888 – ...) è stato un allenatore di calcio uruguaiano.

## Carriera
Allenando la Nazionale uruguaiana ha trionfato a livello continentale due volte, nel 1924 e nel 1926.

## Palmarès
- Campeonato Sudamericano de Football: 2

1924, 1926